# Teobaldo de Dampierre

Dampierre e Bourbon

Teobaldo, Theobald ou Thibault ou ainda Teobaldo de Dampierre-sur-l'Aube (Dampierre-sur-l'Aube, Jura, França, 1060-1107) foi senhor Saint-Dizier e Dampierre.

## Biografia
Teobaldo foi um nobre da França medieval e detentor do senhorio de Saint-Dizier e Dampierre, nasceu em Dampierre-sur-l'Aube, Jura, França.
Foi filho de Valter de Moeslain e Sibila II da França e por consequência irmão de Hugo de Troyes, bispo de Troyes, tendi por avós paternos Eudes de Dampierre e Sibila I da França. 
Casou-se cerca de 1080 com Isabel ou Isabel de Montlhéry, filha de Milon I de Montlhéry, "o Grande" e Litauise d'Eu, viscondessa de Troyes. 
É considerado, juntamente com o pai o fundador da Casa de Dampierre. 

## Relações familiares
Foi filho de Valter de Moeslain (1030 - 1080) e Sibila II da França. Casou-se com Isabel de Montlhéry, filha de Milon I de Montlhéry (? - 1102) "o Grande", tendo sido senhor de Montlhéry desde 1095 e até à sua morte, bem como visconde de Troyes e Litauise d'Eu, viscondessa de Troyes por casamento, de quem teve:
1. Guy I de Dampierre[1] (1100 — 1151) casado com Helvide de Baudement.
2. Eudes de Dampierre (? - 1136)